# Tantilla cucullata
Espèce
Synonymes
- Tantilla diabola Fouquette & Potter, 1961

Statut de conservation UICN

 LC  : Préoccupation mineure
Tantilla cucullata  est une espèce de serpents de la famille des Colubridae.

## Répartition
Cette espèce est endémique de la région du Trans-Pecos au Texas aux États-Unis.

## Description
L'holotype de Tantilla cucullata, un mâle adulte, mesure 336 mm dont 83 mm pour la queue. Cette espèce a le dos fauve clair et la face ventrale blanc verdâtre très clair. Sa tête est noire à l'exception de la pointe de son museau qui est brun clair.

## Étymologie
Son nom d'espèce, du latin cucullāta, « qui porte un capuchon », lui a été donné en référence à la coloration de sa tête.

## Publication originale
- Minton, 1956 : A new snake of the genus Tantilla from west Texas. Fieldiana, Zoology, vol. 34, n. 39, p. 449-452 (texte intégral).